# 樺太西線
樺太西線（からふとさいせん）とは、かつて樺太本斗郡本斗町の本斗駅から泊居郡久春内村の久春内駅までを結んでいた、鉄道省樺太鉄道局の鉄道路線である。1946年（昭和21年）2月1日に日本の国有鉄道としては廃止され、現在はロシア鉄道の一部となっている。
このほか本斗町の本斗駅から浜本斗駅までと、真岡郡真岡町の真岡駅から浜真岡駅までを結ぶ2つの貨物支線を有した。

## 路線データ
- 路線距離：173.2km（1945年当時）
- 軌間：1067mm
- 電化区間：なし（全線非電化）

## 歴史
- 1920年10月11日：樺太庁鉄道西海岸線本斗駅 - 真岡駅間開業[1]。
- 1921年11月1日：真岡駅 - 野田駅間延伸開業。
- 1928年
  - 11月1日：湯ノ沢駅新設。
  - 11月15日：豊真線開通。手井駅が接続駅となる。
- 1929年12月13日：真岡海岸支線真岡駅 - 浜真岡駅（貨物線。1.8km）開業。
- 1930年
  - 6月15日：野田駅 - 追手駅間延伸開業[2]。
  - 11月1日：追手駅 - 泊居駅間延伸開業[2]。
- 1934年8月11日：鵜巣駅新設。
- 1935年7月20日：本斗海岸支線本斗駅 - 浜本斗駅間（貨物線。1.3km）開業。
- 1936年9月1日：南阿幸駅、南麻内駅、姉内駅、中真岡駅、宇遠泊駅、南蘭泊駅新設。
- 1937年
  - 6月1日：杖遠駅新設[3]。
  - 12月1日：泊居駅 - 久春内駅間延伸開業。
- 1938年6月15日：本古丹駅新設[3]。
- 1941年12月1日：南阿幸駅、南麻内駅、姉内駅、湯ノ沢駅、中真岡駅、宇遠泊駅、本古丹駅、南蘭泊駅、杖遠駅、鵜巣駅休止。
- 1943年4月1日：南樺太の内地編入にともない、樺太庁から鉄道省に移管[4]。休止駅は、正式に廃止となる。
- 1945年8月：ソ連軍が南樺太へ侵攻、占領し、全線がソ連軍に接収される。
- 1946年
  - 2月1日：日本の国有鉄道の路線としては廃止（3月22日に日付を遡及する形で実施）[5]。
  - 4月1日：ソ連国鉄に編入。

## 駅一覧

### 本線
| 駅名       | 営業キロ | 接続路線・備考     | 所在地 | 所在地     |
| ---------- | -------- | ------------------ | ------ | ---------- |
| 本斗駅     | 0.0      | 南樺太炭鉱鉄道     | 本斗郡 | 本斗町     |
| 遠節駅     | 4.3      |                    | 本斗郡 | 本斗町     |
| 南阿幸駅   | 10.1     | 1943年4月1日廃止   | 本斗郡 | 本斗町     |
| 阿幸駅     | 11.3     |                    | 本斗郡 | 本斗町     |
| 南麻内駅   | 15.3     | 1943年4月1日廃止   | 本斗郡 | 本斗町     |
| 麻内駅     | 16.4     |                    | 本斗郡 | 本斗町     |
| 知根平駅   | 21.4     |                    | 本斗郡 | 本斗町     |
| 多蘭泊駅   | 25.4     |                    | 真岡郡 | 広地村     |
| 姉内駅     | 28.9     | 1943年4月1日廃止   | 真岡郡 | 広地村     |
| 大穂泊駅   | 31.0     |                    | 真岡郡 | 広地村     |
| 広地駅     | 34.6     |                    | 真岡郡 | 広地村     |
| 明牛駅     | 39.9     |                    | 真岡郡 | 広地村     |
| 湯ノ沢駅   | 40.9     | 1943年4月1日廃止   | 真岡郡 | 真岡町     |
| 手井駅     | 44.2     | 運輸通信省：豊真線 | 真岡郡 | 真岡町     |
| 真岡駅     | 47.3     |                    | 真岡郡 | 真岡町     |
| 中真岡駅   | 48.5     | 1943年4月1日廃止   | 真岡郡 | 真岡町     |
| 北真岡駅   | 50.2     |                    | 真岡郡 | 真岡町     |
| 宇遠泊駅   | 52.4     | 1943年4月1日廃止   | 真岡郡 | 真岡町     |
| 幌泊駅     | 55.9     |                    | 真岡郡 | 蘭泊村     |
| 本古丹駅   | 57.7     | 1943年4月1日廃止   | 真岡郡 | 蘭泊村     |
| 楽磨駅     | 60.0     |                    | 真岡郡 | 蘭泊村     |
| 南蘭泊駅   | 61.4     | 1943年4月1日廃止   | 真岡郡 | 蘭泊村     |
| 蘭泊駅     | 62.7     |                    | 真岡郡 | 蘭泊村     |
| 藻白帆駅   | 66.5     |                    | 真岡郡 | 蘭泊村     |
| 羽母舞駅   | 73.5     |                    | 真岡郡 | 蘭泊村     |
| 小能登呂駅 | 79.6     |                    | 真岡郡 | 小能登呂村 |
| 仁多須駅   | 84.1     |                    | 真岡郡 | 小能登呂村 |
| 登富津駅   | 89.8     |                    | 真岡郡 | 小能登呂村 |
| 野田駅     | 94.9     |                    | 真岡郡 | 野田町     |
| 杖遠駅     | 98.0     | 1943年4月1日廃止   | 真岡郡 | 野田町     |
| 久良志駅   | 100.2    |                    | 真岡郡 | 野田町     |
| 小岬駅     | 110.2    |                    | 真岡郡 | 野田町     |
| 鵜巣駅     | 119.0    | 1943年4月1日廃止   | 真岡郡 | 野田町     |
| 追手駅     | 121.2    |                    | 泊居郡 | 泊居町     |
| 杜門駅     | 128.8    |                    | 泊居郡 | 泊居町     |
| 泊居駅     | 137.2    | 王子泊居軌道       | 泊居郡 | 泊居町     |
| 苫虫駅     | 147.9    |                    | 泊居郡 | 名寄村     |
| 樺太名寄駅 | 158.0    |                    | 泊居郡 | 名寄村     |
| 上久春内駅 | 168.4    |                    | 泊居郡 | 久春内村   |
| 久春内駅   | 170.1    |                    | 泊居郡 | 久春内村   |

### 貨物支線
- 本斗駅 (0.0 km) - 浜本斗駅 (1.3 km)

全線樺太本斗郡本斗町に所在。括弧内は本斗駅からの営業キロ。
- 真岡駅 (0.0 km) - 浜真岡駅 (1.8 km)

全線樺太真岡郡真岡町に所在。括弧内は真岡駅からの営業キロ。

## 未開通区間
- 久春内駅 - 珍内 - 恵須取 - 藻糸音間 (157.2km)

未開通区間のうち、久春内 - 珍内間 (50.4km)と珍内 - 中倉庫間 (18.2km)、上恵須取 - 恵須取間(22km)、恵須取 - 塔路 - 藻糸音間 (13.2km) での路盤工事がほぼ完成し、一部区間でのレールの敷設も進んでいた。

## 貨物輸送
沿線には、真岡（樺太工業）、野田（王子製紙）、泊居（樺太工業）といった大規模な製紙工場が複数存在したため、パルプ原料となる木材の鉄道輸送がさかんに行われていた。